# أكيكو موريجامي
أكيكو موريجامي (باليابانية: 森上亜希子) مواليد 12 يناير 1980 في أوساكا، هي لاعبة كرة مضرب يابانية سابقة بدأت مسيرتها كمحترفة سنة 1998 وكانت تلعب باليد اليمنى، اعتزلت اللعب في 2009. أعلى تصنيف لها في الفردي كان المركز الـ 41 في سنة 2005. سبق أن شاركت في دورة الألعاب الأولمبية الصيفية.

## روابط خارجية
- أكيكو موريجامي على موقع رابطة محترفات التنس (الإنجليزية)
- أكيكو موريجامي على موقع الاتحاد الدولي لكرة المضرب (الإنجليزية)
- أكيكو موريجامي على موقع كأس بيلي جين كينغ (الإنجليزية)
- أكيكو موريجامي على موقع خلاصة التنس.كوم (الإنجليزية)
- أكيكو موريجامي على موقع إي إس بي إن.كوم (الإنجليزية)
- أكيكو موريجامي على موقع اللجنة الأولمبية الدولية (الإنجليزية)
- أكيكو موريجامي على موقع أوليمبيديا (الإنجليزية)